# 近江国
近江国（おうみのくに）は、かつて日本の地方行政区分であった令制国の一つ。東山道に属する。現在の滋賀県全域にあたる。

## 「近江」の名称と由来
近江は、『古事記』では「近淡海（ちかつあはうみ）」「淡海（あはうみ）」と記されている。7世紀、飛鳥京から藤原宮期の遺跡から見つかった木簡の中には、「淡海」と読めそうな字のほか、「近淡」や「近水海」という語が見えるものがある。「近淡」はこの後にも字が続いて近淡海となると推測される。国名は、琵琶湖を「近淡海」と称したことに由来するとする説が広く知られているが、琵琶湖を「近淡海」と記した例はなく、『万葉集』をみても、琵琶湖は、「淡海」「淡海之海」「淡海乃海」「近江之海」「近江海」「相海之海」と記されている。「淡海」の所在する国で、畿内から近い国という意味であり、「近つ『淡海国』」であり、「『近つ淡海』国」ではない。おおよそ大宝令の制定（701年）・施行を境にして、近江国の表記が登場し、定着する。和銅6年（713）4月丁巳（25日）の、諸国郡郷名には好字二字をつけよ、との法令による。

## 沿革

### 近世以降の沿革
- 「旧高旧領取調帳」に記載されている明治初年時点での国内の支配は以下の通り（1,597村・858,618石7斗5升）。太字は当該郡内に藩庁が所在。国名のあるものは飛地領。
  - 滋賀郡（110村・46,138石余） - 幕府領（大津代官所）、旗本領、公家領、門跡領、膳所藩、宮川藩、下野佐野藩、山城淀藩、河内狭山藩
  - 栗太郡（125村・70,472石余） - 幕府領（大津代官所）、旗本領、膳所藩、三上藩、上野前橋藩、丹後宮津藩、河内狭山藩、伊勢菰野藩、和泉伯太藩
  - 野洲郡（99村・68,554石余） - 幕府領（大津代官所）、旗本領、公家領、施薬院領、西大路藩、大溝藩、三上藩、宮川藩、山上藩、山城淀藩、武蔵川越藩、丹後宮津藩、河内狭山藩、上野前橋藩、和泉伯太藩、陸奥仙台藩[3]
  - 甲賀郡（140村・78,776石余） - 幕府領（大津代官所）、旗本領、水口藩、山上藩、宮川藩、三上藩、膳所藩、山城淀藩、武蔵川越藩、丹後宮津藩、河内狭山藩
  - 蒲生郡（235村・139,733石余） - 幕府領（大津代官所・彦根藩預地）、旗本領、公家領、門跡領、西大路藩、水口藩、宮川藩、山上藩、大和郡山藩、武蔵川越藩、陸奥仙台藩[3]、尾張名古屋藩、山城淀藩、丹後宮津藩、上野前橋藩、讃岐丸亀藩、和泉伯太藩、丹後峰山藩
  - 神崎郡（86村・48,583石余） - 幕府領（大津代官所・彦根藩預地）、旗本領、山上藩、大和郡山藩
  - 愛知郡（117村・64,845石余） - 幕府領（大津代官所・彦根藩預地）、旗本領、彦根藩、宮川藩
  - 犬上郡（122村・62,137石余） - 彦根藩
  - 坂田郡（178村・92,105石余） - 幕府領（大津代官所・彦根藩預地）、旗本領、彦根藩、宮川藩、水口藩、山上藩、大和郡山藩、出羽山形藩、紀伊和歌山藩、讃岐丸亀藩
  - 浅井郡（148村・76,876石余） - 幕府領（大津代官所・彦根藩預地）、旗本領、彦根藩、膳所藩、山上藩、大和郡山藩、山城淀藩、三河吉田藩、出羽山形藩
  - 伊香郡（71村・36,243石余） - 幕府領（大津代官所・彦根藩預地）、彦根藩、膳所藩、山城淀藩、上総飯野藩、三河吉田藩
  - 高島郡（166村・74,151石余） - 幕府領（大津代官所）、旗本領、大溝藩、膳所藩、大和郡山藩、越前鞠山藩、武蔵川越藩、若狭小浜藩、和泉伯太藩、加賀藩、山城淀藩、三河吉田藩、丹波福知山藩
- 慶応4年
  - 3月7日（1868年3月30日） - 大津代官所に大津裁判所が設置され、幕府領を管轄。
  - 4月28日（1868年5月20日） - 大津裁判所の管轄地域が大津県の管轄となる。
  - 6月4日（1868年7月23日） - 戊辰戦争の処分により仙台藩が減封となり、郡内の領地が大津県の管轄となる。
- 明治元年12月22日（1869年2月3日） - 寺社領のうち滋賀郡の滋賀院領が大津県の管轄となる。
- 明治2年
  - 6月17日（1869年7月25日） - 版籍奉還により、加賀藩（通称）の正式名称が金沢藩となる。
  - 6月19日（1869年7月27日） - 版籍奉還により、吉田藩が改称して豊橋藩となる。
  - 6月24日（1869年8月1日） - 版籍奉還により、鞠山藩（通称）の正式名称が敦賀藩となる。
  - 彦根藩が戊辰戦争の戦功によって加増され、彦根藩預地のうち坂田郡および愛知郡の一部が彦根藩領となる。
- 明治3年
  - 2月 - 旗本領・狭山藩領[注釈 1]が大津県の管轄となる。
  - 3月23日（1870年4月23日） - 敦賀藩が改称して鞠山藩となる。
  - 4月14日（1870年5月14日） - 三上藩が藩庁の移転により和泉吉見藩となる。
  - 7月17日（1870年8月13日） - 山形藩が転封により近江朝日山藩となる。それにともない坂田郡・浅井郡で領地替えが行われ、坂田郡の山形藩領と浅井郡の山上藩領が消滅。浅井郡の膳所藩領が滋賀郡の大津県の管轄地域に転封。
  - 9月17日（1870年10月11日） - 鞠山藩が小浜藩に編入。
  - 10月 - 丸亀藩[注釈 2]領・飯野藩領が大津県の管轄となる。
  - このころ和歌山藩領が大津県の管轄となる。
- 明治4年
  - 4月 - 彦根藩預地が大津県の管轄となる。
  - 7月14日（1871年8月29日） - 廃藩置県により、藩領が膳所県、宮川県、水口県、山上県、西大路県、彦根県、朝日山県および佐野県、淀県、前橋県、宮津県、菰野県、伯太県、川越県、郡山県、名古屋県、豊橋県、峰山県、小浜県、金沢県、福知山県、吉見県の飛地となる。
  - 10月 - 大溝藩領[注釈 3]・公家領・門跡領・寺社領が大津県の管轄となる。
  - 10月28日（1871年12月10日） - 第1次府県統合により、前橋県の管轄地域が群馬県の管轄となる。
  - 11月2日（1871年12月13日） - 第1次府県統合により、宮津県・峰山県の管轄地域が豊岡県の管轄となる。
  - 11月14日（1871年12月25日） - 第1次府県統合により、佐野県の管轄地域が栃木県、川越県の管轄地域が入間県の管轄となる。
  - 11月15日（1871年12月26日） - 第1次府県統合により、豊橋県の管轄地域が額田県の管轄となる。
  - 11月22日（1872年1月2日） - 第1次府県統合により、滋賀郡・栗太郡・甲賀郡・野洲郡・蒲生郡が大津県、神崎郡・愛知郡・犬上郡・坂田郡・浅井郡・伊香郡・高島郡が長浜県の管轄となる。
- 明治5年
  - 1月19日（1872年2月27日） - 大津県が改称して滋賀県となる。
  - 2月27日（1872年4月4日） - 長浜県が改称して犬上県となる。
  - 9月28日（1872年10月30日） - 全域が滋賀県の管轄となる。

## 国内の施設

### 宮
近江国は畿内に隣接し、これまでに3度天皇の住居（宮）が構えられている。
- 大津宮（大津京） - 天智天皇-弘文天皇
- 紫香楽宮 - 聖武天皇
- （伝）保良宮 - 淳仁天皇、陪都として

古事記,日本書紀には志賀高穴穂宮の存在が記述されており、景行天皇,成務天皇,仲哀天皇が都したとされている。

### 国府
栗太郡勢多に所在。1964年（昭和39年）に現在の大津市三大寺で遺跡が発見された。国府の遺跡が発見された最初の例である。

### 国分寺・国分尼寺
国分僧寺は、はじめ甲可寺（現 甲賀市信楽町、紫香楽宮跡とされてきた）に設置された。その後、瀬田廃寺（大津市神領）にうつり、焼失の後、820年（弘仁11年）に国昌寺跡（大津市国分）に移された。ここでは最澄が若き日に修学しているとされる。国分尼寺跡としても、石山国分遺跡（大津市国分）が有力視されている。

### 神社
延喜式内社
『延喜式神名帳』には、大社13座10社・小社142座132社の計155座142社が記されている（近江国の式内社一覧を参照）。大社10社は以下に示すもので、全て名神大社である。
- 滋賀郡
  - 小野神社二座
  - 日吉神社 （現 日吉大社）
- 栗太郡
  - 佐久奈度神社
  - 建部神社 （現 建部大社）
- 甲賀郡
  - 川田神社二座
- 野洲郡
  - 御上神社
  - 兵主神社 （現 兵主大社）
- 蒲生郡
  - 奥津嶋神社 - 奥津嶋神社または大嶋神社奥津嶋神社に比定。
- 伊香郡
  - 伊香具神社
- 高嶋郡
  - 水尾神社二座

総社・一宮以下
- 総社 不明
- 一宮 建部大社
- 二宮 日吉大社 - 比叡山延暦寺と関係が深く、一宮を凌ぐほどの力があったと見られている。
- 三宮 多賀大社または御上神社

## 地域

### 郡
- 滋賀郡
- 栗太郡
- 甲賀郡
- 野洲郡
- 蒲生郡
- 神崎郡
- 愛知郡
- 犬上郡
- 坂田郡
- 浅井郡
- 伊香郡
- 高島郡

### 江戸時代の藩
| 藩名       | 居城                                                  | 藩主 |
| ---------- | ----------------------------------------------------- | --- |
| 彦根藩     | 佐和山城 （1600年～1606年） 彦根城 （1606年～1871年） | 井伊家（1600年～1871年、18万石→15万石→20万石→25万石→30万石（35万石格）→20万石→23万石）                                                                                      |
| 膳所藩     | 膳所城                                                | 戸田家（1601年～1616年、3万石） 本多家（1616年～1621年、3万石） 菅沼家（1621年～1634年、3万1千石） 石川家（1634年～1651年、7万石→5万3千石） 本多家（1651年～1871年、7万石） |
| 水口藩     | 水口城                                                | 加藤家（1682年～1695年、2万石） 鳥居家（1695年～1712年、2万石） 加藤家（1712年～1871年、2万5千石）                                                                          |
| 大溝藩     | 大溝陣屋                                              | 分部家（1619年～1871年、2万石） |
| 仁正寺藩   | 仁正寺陣屋                                            | 市橋家（1620年～1871年、2万石→1万8,000石→1万7,000石） |
| 山上藩     | 山上陣屋                                              | 稲垣家（1698年～1871年、1万3千石） |
| 近江宮川藩 | 宮川陣屋                                              | 堀田家（1698年～1871年、1万石→1万3千石） |
| 三上藩     | 三上陣屋                                              | 遠藤家（1698年～1870年、1万石→1万2千石） |
| 堅田藩     | 堅田陣屋                                              | 堀田家（1698年～1826年、1万石→1万3千石） 下野佐野藩に転封、堅田藩は廃藩 |
| 朽木藩     | 朽木陣屋                                              | 朽木稙綱（1636年～1648年、1万石） 朽木家は下野鹿沼藩に転封、朽木藩は廃藩 |
| 大森藩     | 大森陣屋                                              | 最上義俊（1622年～1632年、1万石） 嗣子・義智が幼年のため5千石の交代寄合とされ、大森藩は廃藩                                                                                 |
| 近江高島藩 |                                                       | 佐久間安政（1600年～1616年、1万5千石→2万石） 信濃飯山藩に加増転封、近江高島は飯山藩領の飛び地となったが、後に佐久間氏は無嗣改易となり近江高島は天領となった                 |
| 近江小室藩 | 小室陣屋                                              | 小堀家（1619年～1788年、1万2460石→1万1460石→1万630石） 不正のため改易・廃藩                                                                                                 |

## 人物

### 国司

#### 近江守
『続日本紀』
- 多治比水守-和銅元年(708年)任官
- 采女比良夫-和銅3年(710年)任官
- 藤原武智麻呂-和銅5年(712年)任官[注釈 4]
- 長田王-霊亀2年(716年)任官
- 甘南備神前-天平13年(741年)任官
- 藤原仲麻呂-天平17年(745年)任官
- 藤原縄麻呂-天平神護2年(766年)任官
- 藤原家依-宝亀2年(771年)任官
- 高倉福信-宝亀7年(776年)任官
- 藤原種継-天応元年(781年)任官
- 多治比長野-延暦5年(786年)

『日本後紀』
- 大中臣諸魚-延暦8年(789年)任官
- 紀勝長
- 巨勢野足-大同3年(808年)任官
- 藤原貞嗣-弘仁元年(810年)任官
- 藤原継業
- 藤原緒嗣-弘仁3年(812年)任官
- 秋篠安人
- 良岑安世-弘仁7年（816年）

『続日本後紀』
- 源信-承和2年(835年)任官
- 源明-承和6年(839年)任官
- 源融-承和9年(842年)任官,承和14年(847年)任官
- 南淵永河-承和12年(845年)任官
- 藤原岳守-承和15年(848年)任官

『日本文徳天皇実録』
- 小野篁-仁寿元年(851年)
- 藤原助-仁寿三年(853年)正月
- 藤原氏宗-仁寿三年(853年)7月
- 源冷-天安元年(857年)

『日本三代実録』
- 源融-貞観2年（860年）
- 春澄善縄-貞観6年（864年）
- 源多
- 在原善淵-貞観10年（868年）
- 南淵年名-貞観12年（870年）
- 源勤
- 菅原是善
- 在原行平
- 忠貞王
- 源是忠-仁和元年(885年)

その後の平安時代
- 藤原有実 - 延喜11年（911年）任官
  - 藤原玄上 - 延喜16年（916年）、延喜20年（920年）任官（権守）
- 藤原玄上 - 延長5年（927年）任官
- 藤原師成 - 康平5年（1062年）任官
- 源隆俊 - 康平5年（1062年）任官

南北朝時代
- 北朝
  - 佐々木秀綱 - 延元3年/暦応元年（1338年）任官
  - 塩冶高貞 - 興国2年/暦応4年（1341年）3月ごろ在職

#### 近江介
- 藤原有実 - 貞観15年(873年）任官
- 藤原恒佐 - 延喜7年（907年）任官
- 源隆俊 - 長久2年（1041年）任官
- 源隆俊 - 永承3年（1048年）還任
- 藤原顕家 - 永承7年（1052年）任官

#### 近江掾
- 藤原有相 - 承平2年（932年）任官

### 守護

#### 鎌倉幕府
- 1187年～1191年 - 佐々木定綱
- 1193年～1205年 - 佐々木定綱
- 1205年～1221年 - 佐々木広綱
- 1221年～1233年 - 佐々木信綱
- 1245年～1252年 - 佐々木泰綱
- 1275年～1310年 - 佐々木頼綱
- 1310年～1333年 - 佐々木時信

#### 室町幕府
- 1335年 - 1336年 - 六角氏頼
- 1336年 - 1338年 - 京極高氏（佐々木道誉）
- 1338年 - 1340年 - 京極秀綱（佐々木秀綱）
- 1340年 - 1351年 - 六角氏頼
- 1351年 - 山内信詮[注釈 5]
- 1351年 - 六角直綱
- 1352年 - 1353年 - 六角義信
- 1354年 - 1370年 - 六角氏頼
- 1370年 - 1377年 - 六角高経（後の京極高詮）[注釈 6]
- 1377年 - 1411年 - 六角満高
- 1411年 - ? - 青木持通
- 1412年 - 1416年 - 六角満高
- 1416年 - 1441年 - 六角満綱
- 1441年 - 1445年 - 六角持綱
- 1445年 - 1456年 - 六角久頼
- 1456年 - 1458年 - 六角高頼（1度目）（六角政頼？）
- 1458年 - 1460年 - 六角政堯（1度目）
- 1460年 - 1468年 - 六角高頼（2度目）
- 1468年 - 1469年 - 六角政堯（2度目）
- 1469年 - 1470年 - 京極持清
- 1470年 - 1471年 - 京極孫童子丸
- 1471年 - 1471年 - 六角政堯（3度目）
- 1471年 - 1473年 - 六角虎夜叉
- 1473年 - 1478年 - 京極政高（京極政経）
- 1478年 - 1487年 - 六角高頼（3度目）
- 1488年 - 1489年 - 結城尚豊
- 1489年 - 六角高頼
- 1490年 - 1492年 - 細川政元
- 1492年 - 1493年 - 六角虎千代
- 1493年 - 1494年 - 山内就綱
- 1495年 - ? - 六角高頼
- 1507年 - ? - 六角氏綱
- 1508年 - ? - 京極高清
- 1511年 - 1518年 - 六角氏綱
- 1518年 - 1552年 - 六角定頼
- 1552年 - ? - 六角義賢

### 戦国大名
- 六角氏（観音寺城）：守護大名から近江南部の戦国大名へ。1568年、観音寺城の戦いで織田信長に敗れて以降衰退
- 京極氏（上平寺城）：近江北部の戦国大名。被官の浅井氏に実権を奪われ衰退、後豊臣秀吉に臣従して大名として復活
- 浅井氏（小谷城）：北近江の国人から主家の京極氏に代わり戦国大名へ。1573年、小谷城の戦いで織田信長に敗れて滅亡
- 織田信長（安土城）：近江平定後、1579年に岐阜城から安土に居城を移す
- 織田政権の大名
  - 明智光秀（坂本城）：1571年、比叡山焼き討ちの後、信長より光秀に近江国滋賀郡が与えられた
  - 羽柴秀吉（長浜城）：1573年の浅井氏滅亡後、信長から浅井氏旧領を拝領
  - 丹羽長秀（佐和山城）：浅井氏の旧領の一部と越前朝倉氏旧領南部を拝領
  - 津田信澄（大溝城）：
- 豊臣政権の大名
  - 八幡山城：豊臣秀次（43万石、秀次は20万石、宿老23万石）→京極高次（2万8,000石）→1594年廃城・高次は大津城に転封
  - 長浜城：山内一豊（2万石）→一豊は1591年遠江掛川城5万1,000石に転封・長浜城は江戸時代の1615年に廃城
  - 坂本城：丹羽長秀→杉原家次→浅野長政→1586年廃城・長政は大津城に転封
  - 大津城：浅野長政（2万石）→増田長盛→新庄直頼（1万2,000石）→京極高次（6万石）→1601年廃城・高次は若狭小浜城8万2,000石に転封
  - 佐和山城：堀秀政（9万石）→堀尾吉晴（4万石）→石田三成（19万4,000石）→江戸時代の1606年に廃城
  - 大溝城：丹羽長秀→加藤光泰→生駒親正→京極高次→高次は八幡山城に転封
  - 水口岡山城：中村一氏→増田長盛→長束正家

### 武家官位としての近江守

#### 江戸時代以前
- 浦上宗助
- 織田寛定
- 飯尾定宗
- 相良長毎：肥後相良氏の第13代当主

#### 江戸時代
- 常陸下館藩石川家
  - 石川総茂：伊勢神戸藩の第3代藩主、常陸下館藩初代藩主
  - 石川総親：第6代藩主
  - 石川総貨：第8代藩主
- その他
  - 浅野長員：安芸広島新田藩第3代藩主
  - 浅野長容：広島新田藩の第4代藩主
  - 加納久堅：伊勢八田藩第2代藩主

## 近江国の合戦
- 672年：壬申の乱（瀬田橋の戦い）、大海人皇子軍（村国男依） x 大友皇子（弘文天皇）軍
- 764年：藤原仲麻呂の乱、藤原仲麻呂×孝謙上皇
- 1184年：粟津の戦い、源頼朝軍（源範頼） x 源義仲軍
- 1336年：近江の戦い、新田義貞 x 小笠原貞宗
- 1468年：第一次観音寺城の戦い、京極持清・京極勝秀連合軍 x 六角高頼軍（伊庭行隆）
- 1468年：第二次観音寺城の戦い、六角政堯・京極持清連合軍 x 六角高頼軍（山内政綱）
- 1469年：第三次観音寺城の戦い、六角高頼軍 x 京極持清軍（多賀高忠、六角政堯）
- 1487年 - 1491年：長享・延徳の乱、室町幕府軍 x 六角高頼軍
- 1509年：如意ヶ嶽の戦い、細川高国・大内義興軍 x 細川澄元・三好之長軍
- 1560年：野良田の戦い、浅井長政軍 x 六角義賢軍
- 1568年：観音寺城の戦い、織田信長軍 x 六角義治・六角義賢軍
- 1570年：野洲河原の戦い、織田信長軍（柴田勝家、佐久間信盛） x 六角軍（六角義賢・義治）
- 1570年：姉川の戦い、織田信長・徳川家康軍 x 浅井・朝倉軍（浅井長政、朝倉景健）
- 1570年：志賀の陣、織田信長軍 x 浅井・朝倉・延暦寺軍
- 1570年：宇佐山城の戦い、織田信長軍（織田信治、森可成、青地茂綱、各務元正） x 浅井・朝倉・延暦寺・六角義賢軍
- 1571年：比叡山焼き討ち、織田信長軍（明智光秀、池田恒興、柴田勝家、佐久間信盛、木下秀吉等） x 延暦寺軍
- 1583年：賤ヶ岳の戦い、羽柴秀吉軍 x 柴田勝家軍
- 1600年：大津城の戦い、西軍（毛利元康、立花宗茂、小早川秀包、筑紫広門） x 東軍（京極高次）
- 1600年：佐和山城の戦い、東軍（小早川秀秋等） x 西軍（石田正継、石田正澄）

## その他
2009年12月8日の滋賀県議会一般質問で無所属議員の木沢成人が、県内外での滋賀ブランドを向上させるため、「滋賀県」から「近江県」への改名を提議したことがある。

## 関連氏族
- 六角氏
- 京極氏
- 塩津地頭熊谷氏